# الكسندر ماكندريك
الكسندر ماكيندريك (بالإنجليزية: Alexander Mackendrick)‏ (8 سبتمبر 1912-22 ديسمبر 1993)مخرج ومدرس أمريكي اسكتلندي. ولد في بوسطن، ماساتشوستس وانتقل لاحقًا إلى اسكتلندا بدأ في الإعلانات التلفزيونية قبل الانتقال إلى تحرير الأفلام في مرحلة ما بعد الإنتاج وإخراجها، وعلى الأخص في استوديوهات إيلينغ وأخرج العديد من الأفلام مثل رائحة النجاح الجميلة وقتلة السيدة، لم يخرج في مسيرته سوى 11 فيلماً.

## السيرة الذاتية
ولد في 8 سبتمبر 1912، وهو الطفل الوحيد لفرانسيس ومارثا ماكيندريك الذين هاجروا إلى الولايات المتحدة من غلاسكو في عام 1911. كان والده يعمل في بناء السفن ومهندسًا مدنيًا. عندما كان ماكيندريك في السادسة من عمره، توفي والده بسبب الإنفلونزا الإسبانية. قررت والدته، التي كانت بحاجة ماسة إلى العمل، أن تكون مصممة أزياء. من أجل متابعة هذا القرار، كان من الضروري أن تسلم مارثا ماكيندريك ابنها الوحيد لجدها، الذي أعاد الشاب ماكيندريك إلى اسكتلندا عندما كان في السابعة من عمره. لم ير ماكيندريك أو يسمع من والدته مرة أخرى.
عاش ماكيندريك طفولة حزينة وحيدة.  التحق بمدرسة هيلهيد الثانوية من عام 1919 إلى عام 1926، ثم قضى ثلاث سنوات في مدرسة غلاسكو للفنون. في أوائل الثلاثينيات من القرن الماضي، انتقل ماكيندريك إلى لندن للعمل كمدير فني لشركة إعلانات ج. والتر طومسون. بين عامي 1936 و 1938، كتب ماكيندريك خمسة إعلانات تجارية للسينما. وعكس لاحقًا أن عمله في صناعة الإعلان كان لا يقدر بثمن، على الرغم من كراهيته الشديدة للصناعة نفسها. كتب ماكيندريك سيناريو فيلمه الأول مع ابن عمه وصديقه المقرب روجر ماكدوجال تم شراؤه من قبل البريطانية المنتسبة وتم إصداره لاحقًا، بعد تنقيحات النص، باسم خطر منتصف الليل.
في بداية الحرب العالمية الثانية، عمل وزير الإعلام على عمل ماكيندريك لصنع أفلام دعائية بريطانية. في عام 1942، ذهب إلى الجزائر العاصمة ثم إلى إيطاليا، للعمل مع قسم الحرب النفسية. ثم قام بتصوير أشرطة إخبارية وأفلام وثائقية ونشر منشورات وأخبار إذاعية. في عام 1943، أصبح مديرًا لوحدة الأفلام ووافق على إنتاج فيلم روبرتو روسيليني المبكر الواقعي الجديد، روما، المدينة المفتوحة (1945).

## فترة مع استوديوهات إيلينغ
بعد الحرب، أسس ماكيندريك وروجر ماكدوجال شركة إنتاج ميرلين، حيث أنتجا أفلامًا وثائقية لوزارة الإعلام. سرعان ما أثبتت شركة إنتاج ميرلين عدم جدواها من الناحية المالية. في عام 1946، انضم ماكيندريك إلى استوديوهات إيلينغ، وكان في الأصل كاتب سيناريو ومصمم إنتاج، حيث عمل لمدة تسع سنوات وأخرج خمسة أفلام صنعت في إيلينغ.

## الانتقال إلى الولايات المتحدة
غالبًا ما تحدث ماكيندريك عن كراهيته لصناعة السينما وقرر مغادرة المملكة المتحدة إلى هوليوود في عام 1955.  عندما تم بيع قاعدة استوديوهات إيلينغ في ذلك العام، انفصل ماكيندريك عن العمل كمخرج مستقل، لم يكن مستعدًا أبدًا للقيام بما يليه وقال:
في إيلنغ... لقد كنت مدللاً للغاية مع كل المشاكل اللوجستية والمالية التي رفعت عن كتفي، حتى لو اضطررت إلى تصوير الأفلام التي طلبوا مني القيام بها. السبب في أنني اكتشفت نفسي تعليمًا أكثر سعادة هو أنني عندما وصلت إلى هنا بعد انهيار العالم الذي كنت أعرفه باسم إيلينغ، وجدت أنه من أجل صناعة أفلام في هوليوود، يجب أن تكون صانع صفقات رائعة. .. ليس لدي موهبة لذلك... أدركت أنني كنت في العمل الخطأ وخرجت.
قضى بقية حياته المهنية في التنقل بين لندن ولوس أنجلوس. كان فيلمه الأول بعد عودته الأولى إلى الولايات المتحدة هو رائحة النجاح الجميلة، من إنتاج هيشت هيل لانكستر للإنتاج. كان هذا فيلمًا ناجحًا للغاية عن وكيل الصحافة توني كيرتس الذي اختتم في مؤامرة كاتب عمود قوي في صحيفة بيرت لانكستر لإنهاء العلاقة بين أخته الصغرى وموسيقي الجاز. كان ماكيندريك ينسجم بشكل سيء مع منتجي الفيلم لأنهم شعروا أنه كان أكثر من اللازم من الكمال. بعد فيلم رائحة النجاح الحلوة عاد إلى إنجلترا لصنع فيلم هيشت هيل لانكستر للإنتاجالثاني، تلميذ الشيطان، لكن تم فصله من الإنتاج لمدة شهر بسبب التوتر المستمر من مشروعهم الأول معًا. وفي نفس الفترة، ساعد ماكيندريك صانع الأفلام الهولندي بيرت هانسترا في إنتاج الفيلم الكوميدي، ضجة.
بعد خيبة أمله مع هيشت هيل لانكستر للإنتاج، أخرج ماكندريك العديد من الإعلانات التجارية التلفزيونية في أوروبا لهورليكس. تم استبدال مانكدريك في الفيلم الملحمي بنادق نافارون ويزعم أنه منشد الكمال لقضاء وقت أطول مما هو مخطط له في استكشاف مواقع البحر الأبيض المتوسط والإصرار على عناصر من الأدب اليوناني القديم في السيناريو.
كما أنه صنع عددًا قليلاً من الأفلام طوال الستينيات بما في ذلك سامي ذاهب إلى الجنوب للمنتج السابق إيلينغ مايكل بالكون ورياح شديدة في جامايكا من بطولة أنطوني كوين وجيمس كوبورن وفيلم لا تصنع الأمواج. ودخل فيلم سامي ذاهب إلى الجنوب في مهرجان موسكو السينمائي الدولي الثالث.  وفي عام 1969 عاد إلى الولايات المتحدة بعد أن أصبح عميدًا لمدرسة السينما في معهد كاليفورنيا للفنون، تخلى عن المنصب عام 1978 ليصبح أستاذًا في المدرسة.
من بين أبرز طلاب ماكيندريك جيمس مانجولد وديفيد كيركباتريك ودوج كامبل وتيرينس ديفيز وجهاز دون وإف إكس فيني وريتشارد جيفريز وستيفن ميلز وثوم ماونت وشون دانيال وبروس بيرمان وجريجوري أور ودون دي بيترو ومايكل برسمان دوجلاس روشكوف ولي شيلدون وديفيد بريسبان وهنري جولاس وغيرهم.
عانى ماكيندريك من انتفاخ رئوي حاد لسنوات عديدة ونتيجة لذلك لم يتمكن من العودة إلى أوروبا خلال معظم فترة وجوده في الكلية. بقي في المدرسة حتى وفاته بالالتهاب الرئوي في عام 1993 عن عمر يناهز 81 عامًا. تم دفن رفاته في مقبرة ويستوود فيليدج التذكارية.

## فلسفة صناعة الأفلام
في مقابلة، قال، «الاستماع إلى الخطوط، سماع العزف على الخطوط في أذني عقلك، ورؤية الأداء في عين عقلك، هو جوهر صناعة الأفلام. والأمر الآخر - عرضه على الشاشة - هو الوسط، يبدأ الفيلم بين الأذنين وتحت شعر شخصية واحدة، وينتهي بين الأذنين وتحت فروة رأس الجمهور».

### في التمثيل
«لقد ركزت معظم طاقاتي على هذا البرنامج المعين، والذي أحبه كثيرًا حقًا، والذي يتمثل في تخيل التمثيل والعمل مع الممثل، ومطالبة الأشخاص الذين سيتطورون خلف الكاميرا بالتواجد أمام تطلب الكاميرا من المخرجين التعرف على العمل مع الممثلين، من خلال كونهم ممثلين، من خلال معرفة ما يعنيه أن تكون داخل جلد الممثل»، قال في مقابلته.

### عند الكتابة
«الخيال بعد كل شيء هو تكوين الصور. في حالة الخيال الدرامي، فهذا يعني القدرة على رؤية صورة من وجهة النظر هذه ثم التبديل إلى وجهة نظر أخرى. بدون هذا المرح في القفز من وجهات النظر ليس لديك شخص لديه الدافع ليصبح كاتب درامي»، قال في مقابلته.

### في التوجيه
«من الضروري حقًا للمخرج، الذي سيعمل مع الممثلين، أن يحاول التمثيل وأن يتعلم مشاكل الممثل من الداخل، من وجهة نظر الممثل وليس من وجهة نظر المخرج قال في مقابلته. لأنك ستتعلم أشياء هناك، ما يجب عليك ألا تفعله مرة أخرى لممثل... أعتقد أن المخرجين الذين لا يبدون حساسية تجاه فناني الأداء هم بالفعل مخرجون سيئون».

#### الحصول على ممثل ليفعل ما تريده
ذات مرة سأله أحد الطلاب باستمرار،  "كيف تجعل ممثلًا يفعل ما تريد؟" بعد الإقناع، أجاب: "أنت لا تفعل ذلك. يمكنك الحصول على ممثل يريد ما تحتاجه. ما يجب على المخرج فعله هو، تزويد الممثل بالتشجيع ليكون ما يحتاجه المخرج. هناك سبب يجعلك يفعلون هذا. الأمر بسيط، وبسيط للغاية.
«ما تفعله كمخرج هو أنك تقع في حب الممثل في الدور. لاحظ أنني أقول، في الدور. عليك أن تجعل نفسك مفتونًا، لدرجة أنك تجد نفسك تعشق الممثل أثناء إنه داخل الدور، كما تشعر به ... إذا تحرك الممثل خارج [الدور] ، ما تفعله، بوعي أو بغير وعي، هل تخفت أشعة حبك، ويشعر الممثل بالبرد ويعودون إلى حبك . إنه ابتزاز عاطفي، لسبب وجيه للغاية. [ومن ثم] قبل أن تتمكن من التحكم في ممثل، الشيء الذي يجب عليك التحكم فيه هو نفسك ومشاعرك».

## أفلامه
| ر  | اسم الفيلم                                                              | السنة |
| -- | ----------------------------------------------------------------------- | ----- |
| 1  | Whisky Galore!                                                          | 1949  |
| 2  | The Man in the White Suit                                               | 1951  |
| 3  | Mandy                                                                   | 1952  |
| 4  | The 'Maggie'                                                            | 1954  |
| 5  | The Ladykillers                                                         | 1955  |
| 6  | Sweet Smell of Success                                                  | 1957  |
| 7  | The Devil's Disciple                                                    | 1959  |
| 8  | Sammy Going South                                                       | 1963  |
| 9  | A High Wind in Jamaica                                                  | 1965  |
| 10 | Don't Make Waves                                                        | 1967  |
| 11 | Oh Dad, Poor Dad, Mamma's Hung You in the Closet and I'm Feelin' So Sad | 1967  |

## وصلات خارجية
الكسندر ماكندريك على imdb